# Amministrazione controllata
L'amministrazione controllata è una procedura concorsuale prevista dalla legge italiana che permette a un'impresa con scarsa solvibilità di operare, per un massimo di due anni, sotto il controllo del giudice e di un commissario giudiziale nominato da quest'ultimo.
L'istituto fu abrogato nel 2006 ma successivamente reintrodotto nel 2012.

## La procedura
La procedura viene applicata, previa verifica da parte del giudice delle possibilità di risanare l'attività del debitore, a delle aziende in difficoltà economiche, ma non ancora insolventi, per consentire la continuità dell'attività, allo scopo di salvare l'azienda dalla chiusura. Era subordinata all'approvazione da parte della maggioranza dei creditori e prevedeva la sospensione del pagamento dei debiti pregressi, che dovevano poi essere onorati entro la fine del periodo di amministrazione. L'attività dell'azienda veniva monitorata dal commissario, che era tenuto a presentare al giudice una relazione bimestrale sul suo andamento economico. Nel caso che si fosse evidenziata l'insolvenza del debitore, il giudice avrebbe dato immediato inizio alla procedura fallimentare.